# وایسمات
وایسمات (به آلمانی: Wiesmath) یک منطقهٔ مسکونی در اتریش است که در ناحیه وینر نوی‌اشتات-لاند واقع شده‌است. وایسمات ۳۸٫۵۶ کیلومتر مربع مساحت دارد ۶۹۵ متر بالاتر از سطح دریا واقع شده‌است.